# Sekhar Basu
Sekhar Basu (Muzaffarpur, 20 de septiembre de 1952 - Calcuta, 24 de septiembre de 2020) fue un científico nuclear indio que se desempeñó como presidente de la Comisión de Energía Atómica y Secretario del Gobierno de la India, Departamento de Energía Atómica (DAE). También se había desempeñado como Director del Centro de Investigación Atómica de Bhabha (BARC), Director de Proyecto del Programa de Submarinos Nucleares y más tarde como Director Ejecutivo de la Junta de Reciclaje Nuclear en BARC. Recibió el cuarto honor civil más alto de la India, el  Premio Padma Shri, en 2014.
Se le atribuye los esfuerzos en la construcción del reactor nuclear para la primera subnarmina de propulsión nuclear INS Arihant de la India, las plantas de energía nuclear en Tarapur y Kalpakkam, y el Observatorio de Neutrinos de la India en Theni, Tamil Nadu.

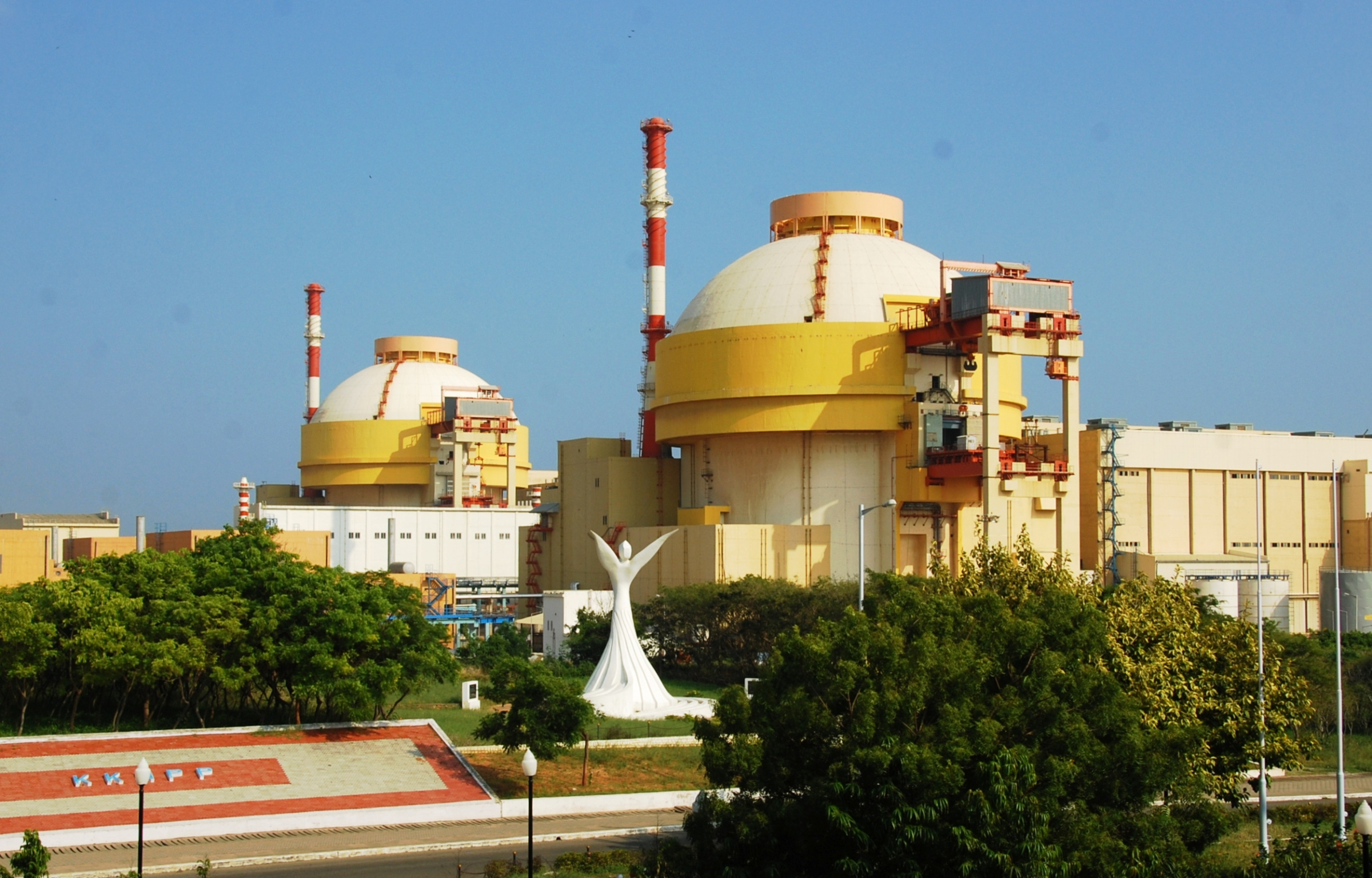
El segundo reactor nuclear de 1000 MWe de la central nuclear de Kudankulam (KKNPP) alcanzó el 100% de su capacidad de generación de energía en enero de 2017.

## Educación y carrera
Basu nació el 20 de septiembre de 1952 en Muzaffarpur, en el estado indio de Bihar. Asistió a Ballygunge Government High School, Calcuta y se graduó en Ingeniería mecánica en el Instituto Tecnológico Veermata Jijabai, Universidad de Mumbai en 1974.
Después de completar un año en la escuela de formación del Centro de Investigación Atómica de Bhabha, se incorporó a la División de Ingeniería de Reactores en el mismo instituto en 1975. Luego pasó a trabajar como director de proyecto del programa Nuclear Submarine y como director ejecutivo de la Junta de Reciclaje Nuclear en BARC.
Luego se convirtió en el director del Centro de Investigación Atómica de Bhabha en 2012 y fue nombrado presidente de la Comisión de Energía Atómica de la India y Secretario del Gobierno de la India, Departamento de Energía Atómica (DAE), y ocupó este cargo desde el 23 de octubre de 2015 al 17 de septiembre de 2018.

## Proyectos

### Plantas de reciclaje nuclear
En su papel de Director Ejecutivo de la Junta de Reciclaje Nuclear, en BARC, Basu se dedicó al diseño, desarrollo, construcción y operación de reprocesamiento nuclear y gestión de residuos. Estuvo involucrado en el diseño y construcción de plantas de reprocesamiento, instalaciones de almacenamiento de combustible e instalaciones de tratamiento de desechos nucleares en Trombay, Maharashtra, Tarapur, Maharashtra y Kalpakkam, Tamil Nadu.

### Despliegue de energía nuclear

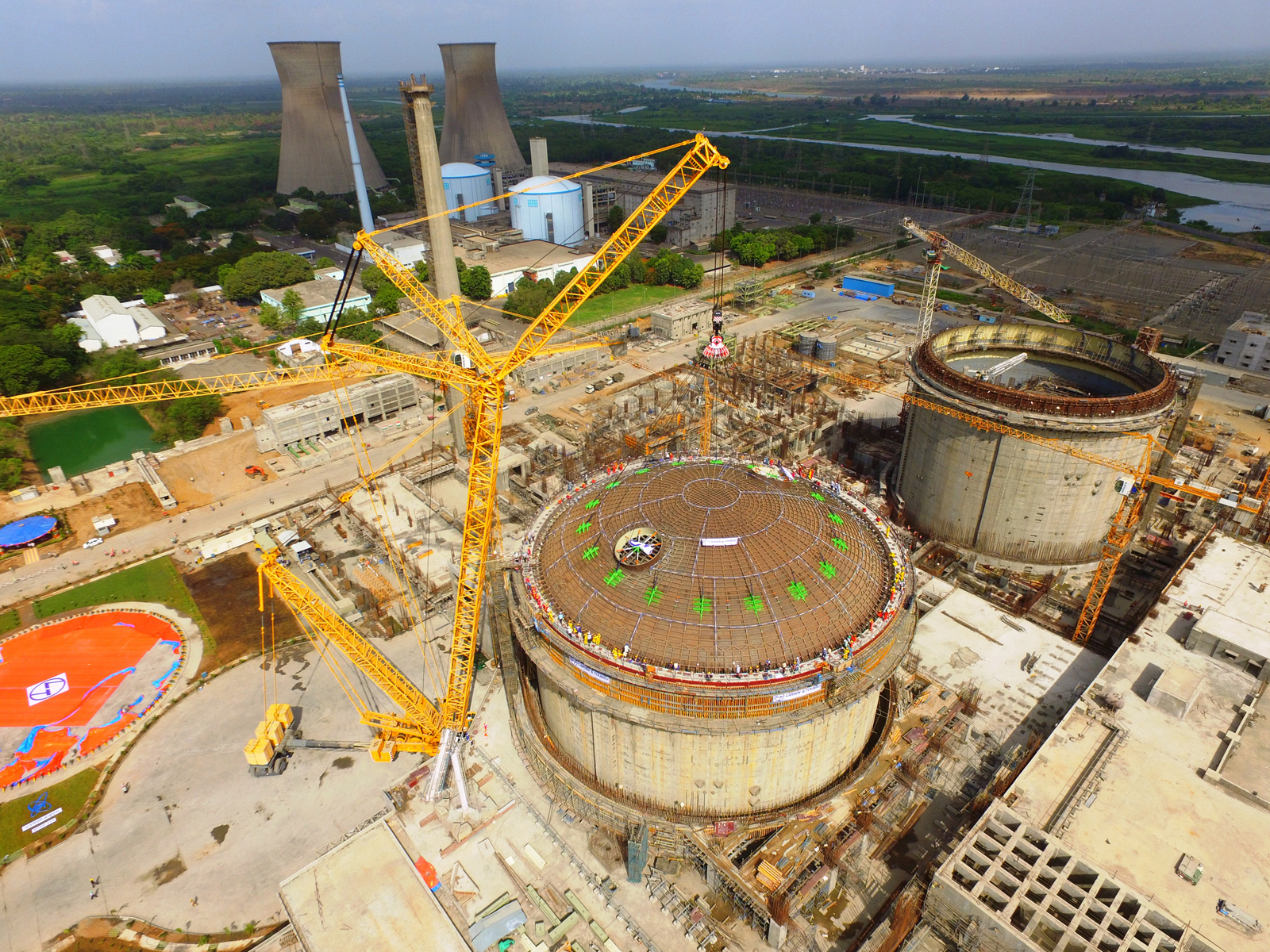
La construcción de nuevos PHWR indígenas simboliza el énfasis de DAE en el programa MakeInIndia.

En el DAE, Basu ayudó a acelerar el ritmo del despliegue de energía nuclear en India. En mayo de 2017, el gobierno de la India dio su aprobación al plan de DAE para la construcción de 10 reactores de agua pesada a presión (PHWR) y 2 reactores de agua a presión (PWR). Esta medida aumentará significativamente la capacidad de generación de energía nuclear y la India ha emprendido la construcción simultánea de 21 reactores. El prototipo del reactor reproductor rápido (PFBR) en Kalpakkam se encuentra en una etapa avanzada de puesta en servicio. Bajo su supervisión, DAE inició acciones para un aumento múltiple de la exploración y extracción de uranio en India.
Había supervisado el lanzamiento de varios proyectos importantes del Departamento de Energía Atómica, incluida la producción de energía comercial del segundo reactor nuclear de 1000 MWe de la planta de energía nuclear de Kudankulam. En junio de 2017 se inició la construcción de dos centrales nucleares más, Unidades 3 y 4 de KKNPP, de la misma capacidad.

### Proyectos de ciencia fundamental

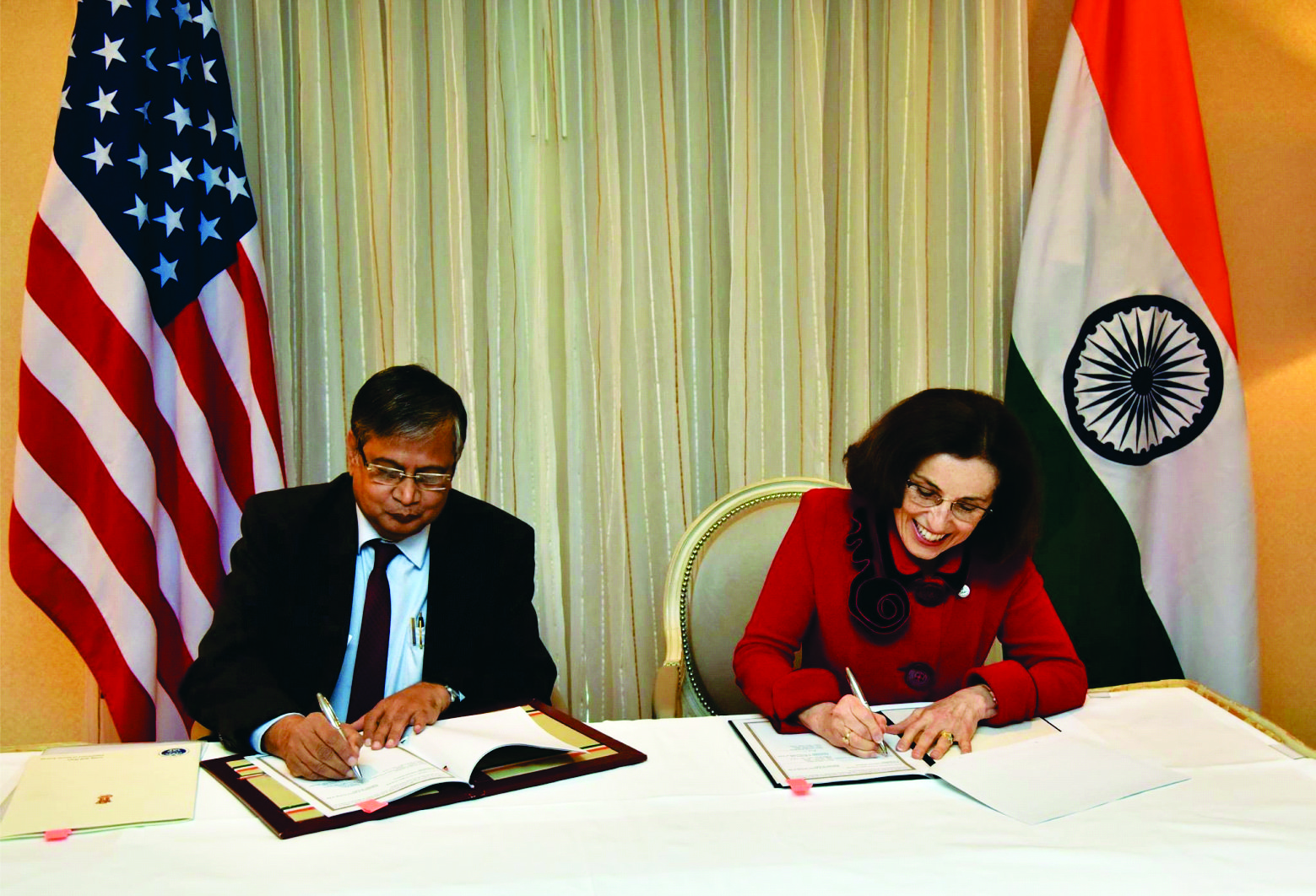
Sekhar Basu firma el MoU de cooperación con el director de NSF, Dr. France A Córdova para construir un LIGO de última generación en India.

Basu ha contribuido a la investigación y las asociaciones que abarcan aceleradores superconductores, el Observatorio de ondas gravitacionales del interferómetro láser (LIGO), el Reactor Experimental Termonuclear Internacional (ITER) y el Observatorio de Neutrinos con sede en India.
En su papel de Secretario del Departamento de Energía Atómica, firmó un memorando de entendimiento con la National Science Foundation en 2016, para establecer un detector de ondas gravitacionales avanzado en India. Cuando se complete, la Iniciativa India en Observaciones de Ondas Gravitacionales o INDIGO será el quinto detector de ondas gravitacionales a gran escala en el mundo y el tercer detector LIGO en el mundo después de LIGO US y el detector de ondas gravitacionales VIRGO en Italia. Se ha seleccionado un sitio cerca de Aundha Nagnath en el distrito de Hingoli, Maharashtra, con una fecha prevista de comisión en 2024.

### Aplicaciones sociales y sanitarias de la radiación

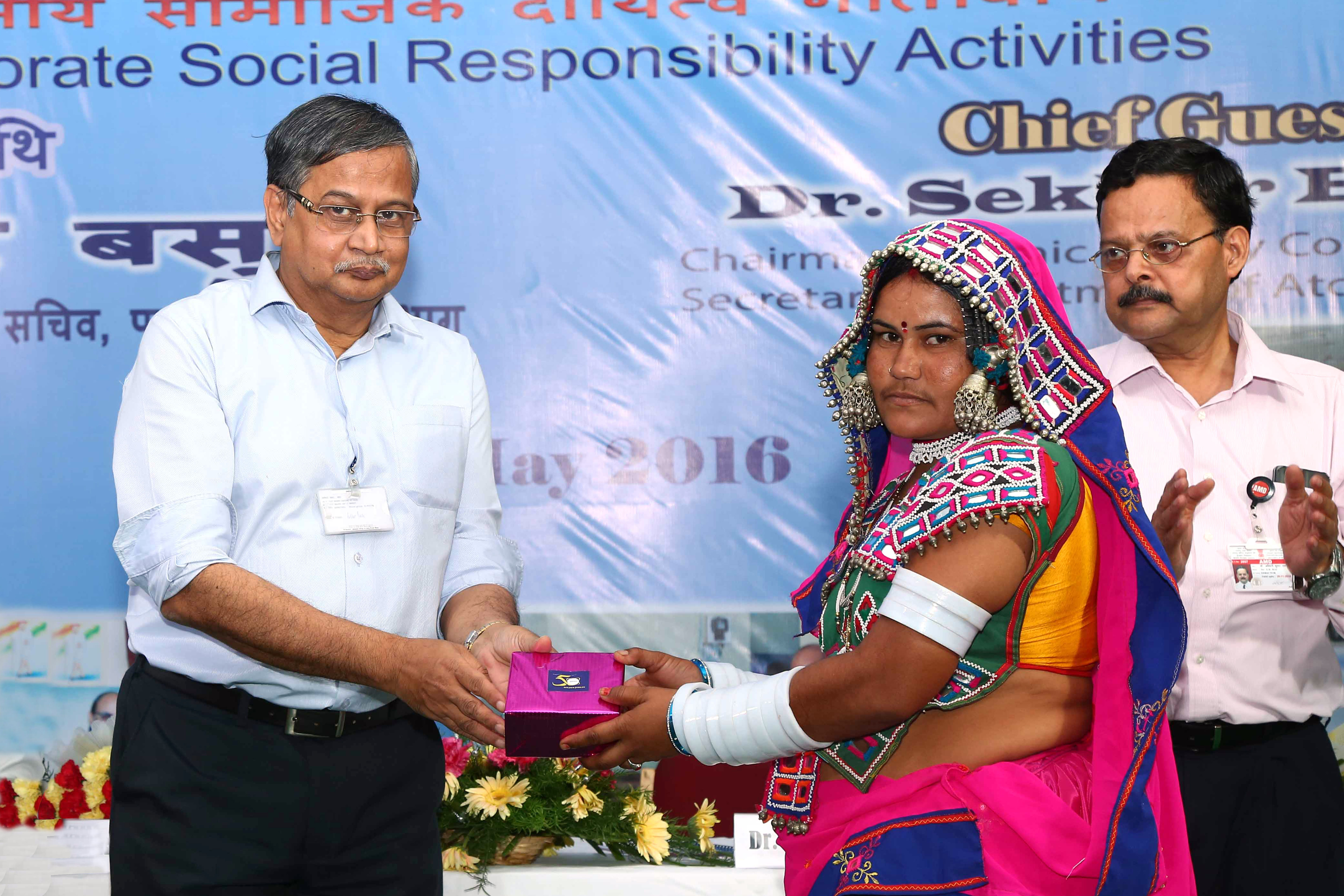
Sekhar Basu distribuye Lámparas LED fabricadas por ECIL, DAE como parte de la actividad de RSE.

En la DEA, Basu lideró los esfuerzos para desarrollar equipos de radioterapia y tratamientos de radioterapia de bajo costo para los países en desarrollo. Bhabatron, una máquina de radioterapia de bajo costo y un simulador digital se compartió con Tanzania, Kenia y Mongolia. También se realizaron esfuerzos para el desarrollo de medicamentos autóctonos para el tratamiento del cáncer.
En mayo de 2017, bajo su supervisión, se instaló una Planta de Tratamiento de Litchi en el Centro Nacional de Investigación de Litchi, Mushahari, en el distrito de Muzaffarpur de Bihar.

### Alcance social
En su papel de Secretario del Departamento de Energía Atómica, Basu había coordinado con el programa Startup India Skill India del Gobierno de la India, para proporcionar tecnologías derivadas disponibles para que las utilicen los empresarios.

## Premios y honores
- Premio de la Sociedad Nuclear de la India (2002)[3]
- Premios DAE (2006 y 2007)[23]
- Premio Padma Shri, Gobierno de la India (2014)

También fue miembro de la Academia Nacional de Ingeniería de la India (INAE) y de la Sociedad India de Ensayos No Destructivos (ISNT).

## Fallecimiento
Basu murió el 24 de septiembre de 2020 en Kolkata debido a la enfermedad COVID-19, también sufría de otras enfermedades renales en el momento de su muerte.